# Канни (Італія)

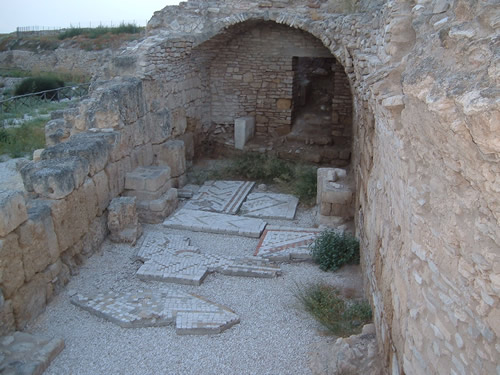
Рештки будівель

Канни (лат. Cannae, грец. Κάνναι італ. Canne della Battaglia) — місто у Апулії (південний схід Італії), місто знаходиться біля Риму, близько 60 км на північний захід від Барі.
На цьому місці 12 серпня 216 році до н. е. відбулася знаменита Битва при Каннах — найбільша битва Другої пунічної війни. На той час місто Канни було одним з найважливіших центрів товарообігу Римської республіки.
1 жовтня 1018 року біля Канн відбулася Друга битва між норманами і Візантією, яка завершилася поразкою норманів. Проте у 1083 році місто все-таки було зруйновано норманами і більше не відбудовувалось.